# Estrategias de tenis
En el tenis, el jugador usa diferentes estrategias que realzan sus fuerzas y explotan las debilidades de su oponente, para conseguir la ventaja y así ganar más puntos. Los jugadores comúnmente se especializan en algún tipo de estilo, concentrándose en lo que hacen mejor como el medio para derrotar a sus oponentes. Basados en su estilo los jugadores generalmente se centran en uno de tres tipos: agresivo, voleadores, jugadores de toda la cancha. Un jugador agresivo juega sobre la parte de atrás de la cancha de tenis, alrededor de la línea de base, prefiriendo tirar golpes básicos, como lo son la derecha y el revés, en lugar de subir a la red (excepto en ciertas situaciones). Un voleador trata de acercarse a la red y golpear voleas, aplicando la presión en el oponente. Un jugador de toda la cancha falla en alguna parte mientras tanto. Un jugador de tenis usualmente determina su/las estrategias basadas en su/las debilidades. Por ejemplo, la mayoría de los jugadores tienen una derecha fuerte, por lo tanto golpearán al golpe que ellos crean el más débil de su oponente.

## Jugador ofensivo o agresivo

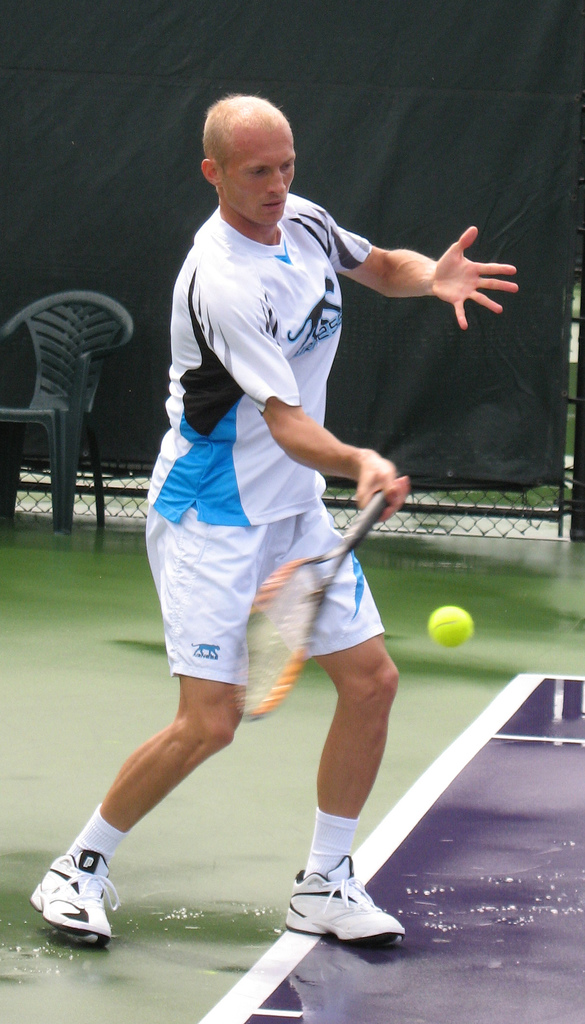
Nikolay Davydenko con un buen juego agresivo.

Un jugador ofensivo o agresivo trata de ganar el punto tirando tiros ganadores desde atrás de la cancha, atacando con bolas rápidas que el oponente no puede alcanzar o devolverla correctamente. El ser un jugador agresivo requiere un arsenal de tiros fuertes y precisos. El jugador puede no intentar ganar el punto francamente con un tiro, sino que por el contrario puede golpear la bola de lado a lado hasta que se encuentre una abertura. Los jugadores de línea de base ofensivos tienen una gran derecha o revés. Los mejores jugadores agresivos tienen un gran servicio además de muy buenos golpes de fondo de cancha pueden golpear grandes golpes desde ambas esquinas. Los jugadores ofensivos generalmente tienen la capacidad de leer el juego muy bien y también sus estilos y tendencias de los oponentes de modo que puedan encontrar una debilidad y utilizar uno de sus tiros agresivos para actuar sobre el.
Un jugador defensivo puede dominar y abrumar la mayoría de los tiros del oponente. Sin embargo, al ir para los tiros ganadores, él puede también producir muchos errores puesto que un jugador de línea de base ofensivo tiene que ejecutar en varias ocasiones y correctamente los movimientos y los tiros más difíciles del tenis. Los errores pueden ser debido a las razones físicas y/o mentales tales como fatiga y/o indecisión. Dos grandes jugadores de toda la historia R. Norris Williams y Ellsworth Vines eran famosos por ser imbatibles cuando sus movimientos estaban " encendidos" ; jugaron con tal poco margen para el error en la fabricación de sus movimientos, sin embargo, que cuando no eran el 100 por ciento de " encendidos" podrían ser batidos por los jugadores inferiores. Otra ventaja en ser un jugador ofensivo es puesto que los tiros que lo hacen son generalmente muy ambiciosos o de riesgo elevado; y difícil alcanzar, el jugador ofensivo que ejecuta estos tiros a veces pueden atontar al oponente, que aumenta confianza al jugador ofensivo y baja la confianza del oponente.
Debido a la velocidad y el bote fiable, las canchas duras se consideran generalmente ser la mejor superficie para un jugador ofensivo que emplean a menudo una estrategia de riesgo elevado. Sin embargo, los jugadores ofensivos pueden sobresalir a menudo en canchas de pasto y de arcilla también. En pasto, pueden ejecutar sus " tiros ganadores" y debido al tiro rápido y el bote pequeño, hace más duro para que los opositores recuperen; considerando que en canchas de arcilla, algunos jugadores ofensivos les puede gustar más el tiro lento y el bote alto porque les da más tiempo de cambiar su grip y las posiciones de sus pies para ejecutar un " tiro ganador."
Algunos grandes jugadores agresivos absolutos son: Bill Johnston, Jim Courier, Andre Agassi y Mónica Seles. La mayoría de los jugadores son hoy jugadores agresivos; algunos notables son: Nikolay Davydenko, Andy Roddick, James Blake, Stan Wawrinka, Fernando González, Venus Williams, Serena Williams, María Sharápova, Ana Ivanović, Nicole Vaidišová, Kaia Kanepi y Lindsay Davenport.

## Defensivos

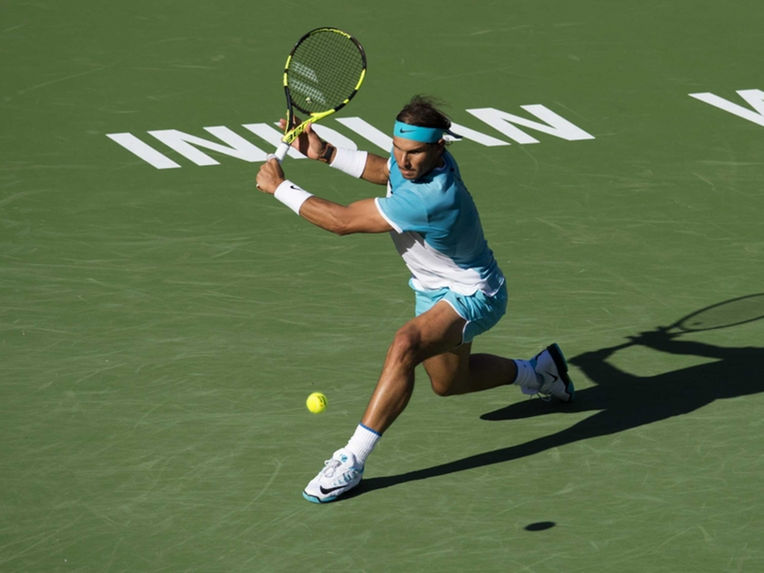
Rafael Nadal en plena defensa

Un jugador defensivo, devuelve cada bola y confía en que el oponente haga un error. Él tiene tiros constantes, hace pocos errores mientras que hace difícil para que los oponentes hagan tiros ganadores. El juego del jugador defensivo tiene más que hacer con resistencia física y la determinación para recuperar bolas "incontestables" así como fuerza mental. Tienden a hacer relativamente pocos errores porque no intentan los tiros complicados y ambiciosos del jugador agresivo. Pero eso no significa que no intentan nunca tiros agresivos. Un jugador defensivo debe tener velocidad y agilidad para cubrir la cancha y ser un luchador. Tiene que tener buena voluntad de perseguir cada bola para frustrar a sus oponentes, especialmente a los jugadores agresivos que tienen naturalmente una actitud y un instinto ardientes. Generalmente, el jugador defensivo frustra tanto a su oponente, que este puede intentar realmente cambiar su juego para ir acercarse a la red, en cuyo caso pueden ejecutar el "drop shot" bajo las líneas, o cambiar la estrategia para ser también un jugador defensivo.[cita requerida]
Los jugadores defensivos generalmente sobresalen en canchas lentas, como la de arcilla, lo que les da más tiempo para perseguir tiros bajos y es más difícil que el oponente haga tiros ganadores. Los jugadores defensivos generalmente son jugadores fuertes en el juego bajo, donde los oponentes no pueden hacer tiros ganadores con regularidad.
Grandes jugadores defensivos de todos los tiempos han sido Mats Wilander, Björn Borg, Rafael Nadal, Andy Murray, Guillermo Vilas, Michael Chang, Miloslav Mecir, Chris Evert, Arantxa Sánchez Vicario o Daniil Medvédev.

## Servicio-Volea

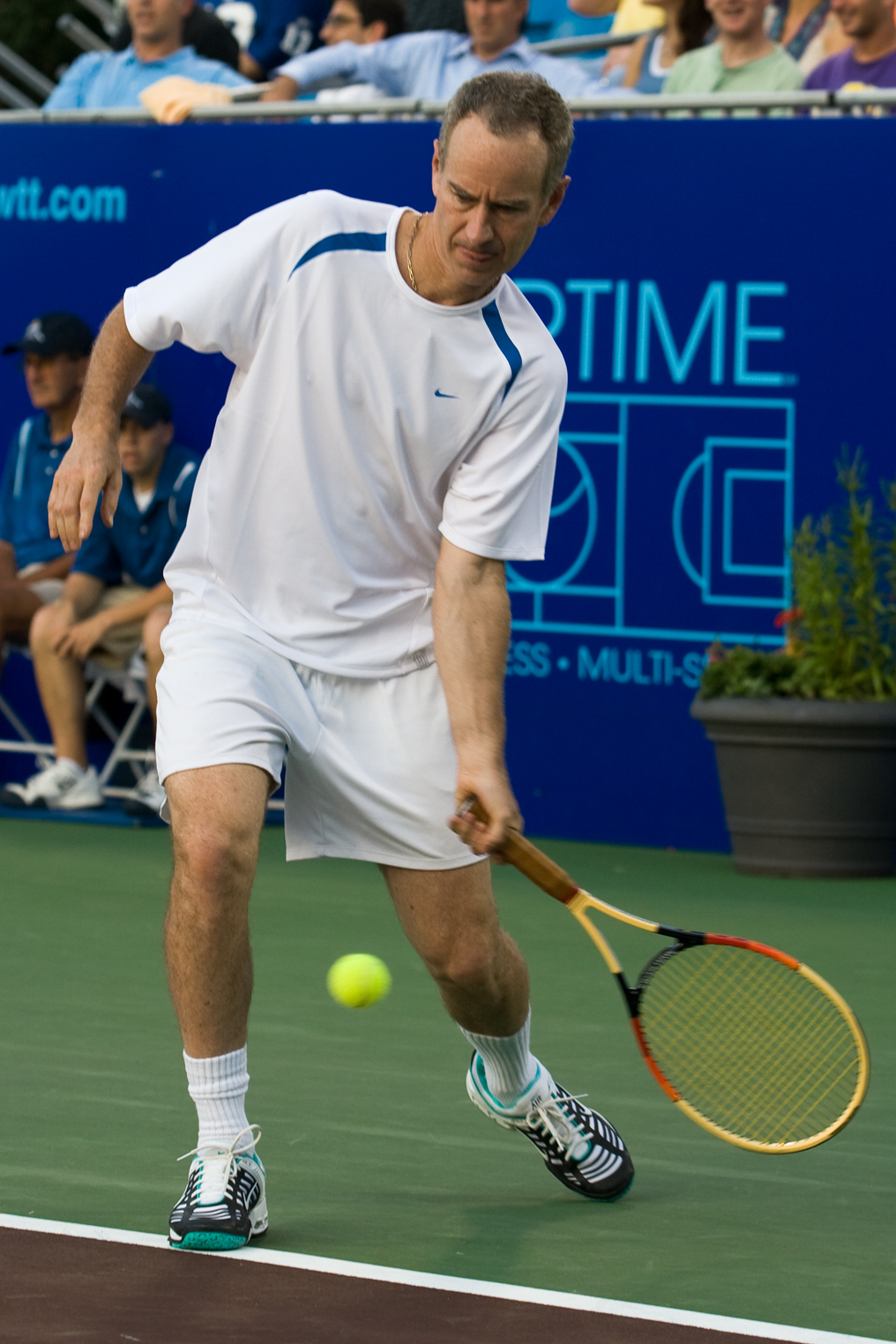
John McEnroe considerado uno de los mejores en la estrategia de Servicio-Volea.

Un jugador servicio-volea tiene un gran juego en la red, es rápido alrededor de la red, y tiene muy buen toque para la volea. El jugador servicio-volea cuando está sirviendo sube a la red en cada oportunidad que tenga. Son casi siempre atacantes y pueden golpear muchos tiros ganadores con variedades de voleos y dejadas de volea. Cuando no están sirviendo saltan detrás del servicio sin intentar de hacer un tiro ganador y subir rápidamente a la red. La estrategia de los jugadores servicio-volea es ejercer presión sobre el oponente para intentar golpear tiros difíciles de paso.
Los jugadores con servicio-volea tienen ventaja jugando en canchas rápidas, como la hierba o cancha dura. El tiro y la velocidad rápidos del juego les dan una ventaja porque los oponentes tienen menos tiempo para hacer tiros de paso. El número de jugadores con servicio-volea está disminuyendo en el circuito profesional sin embargo, porque esta estrategia requiere más experiencia para dominar y derrotar otros estilos de juego (así como los cambios en tecnología de la raqueta que han mejorado los tiros de paso de los jugadores). Además, ha habido una tendencia a disminuir la velocidad en las superficies de las canchas. Tim Henman y Lleyton Hewitt se han lamentado de que las superficies de sus respectivos Grand Slam (Wimbledon y el Abierto de Australia) se juegan muy lento. La técnica de servicio-volea trabaja mejor en superficies rápidas porque el voleador puede poner de lado más bolas sin que el jugador agresivo pueda perseguirlas abajo.
Algunos de los grandes de la historia son Jack Kramer, Frank Sedgman, Pancho Gonzales, Roy Emerson, Lew Hoad, John McEnroe, Boris Becker, Goran Ivanišević, Pete Sampras, Stefan Edberg, Patrick Rafter, Tim Henman, Jana Novotná y Martina Navratilova.

## Jugador de toda la cancha

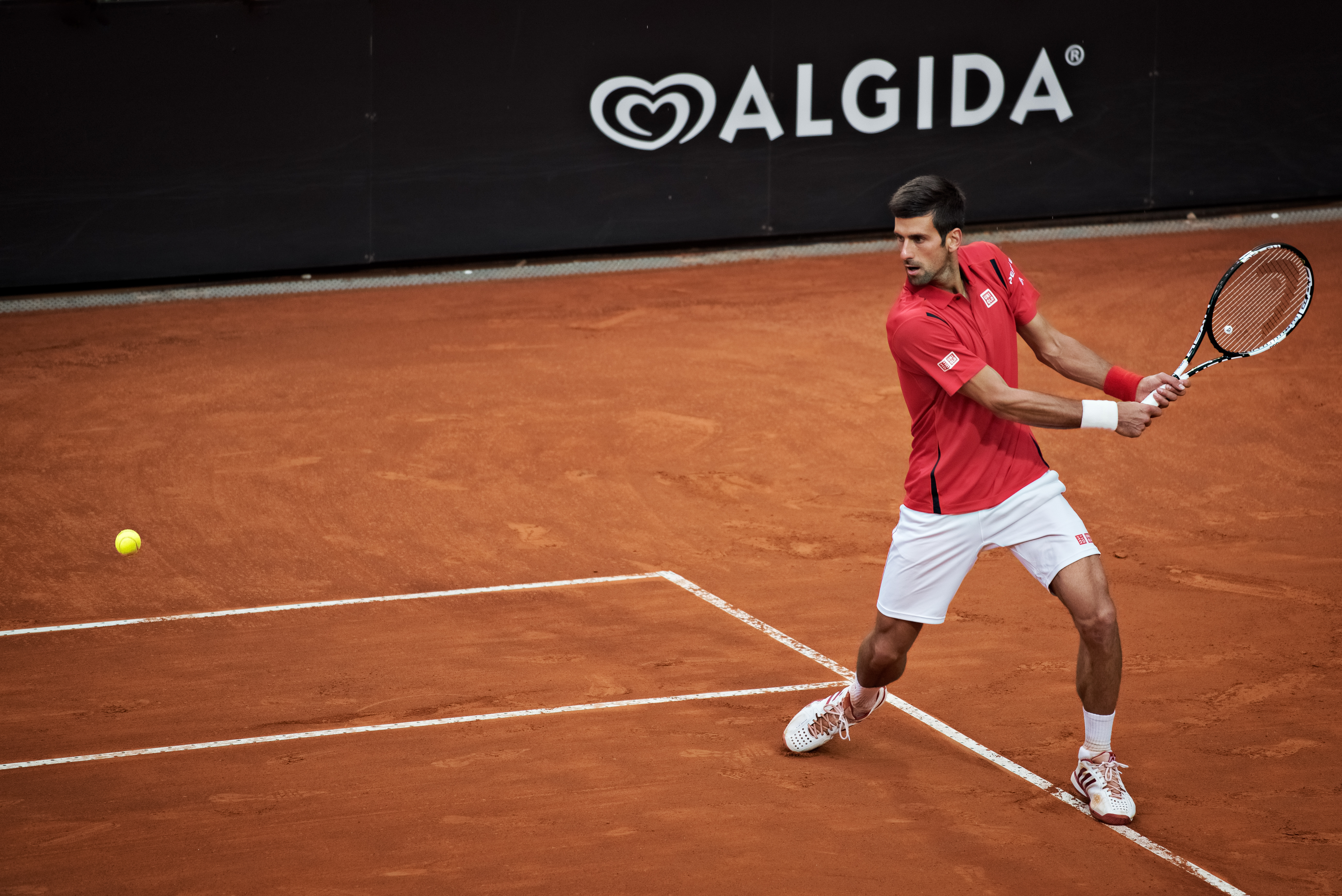
Novak Djokovic, un ejemplo claro de este estilo.

Los jugadores de toda la cancha tienen aspectos de cada estilo del tenis, si ese sea agresivo, defensivo o servicio-volea. Los jugadores de toda la cancha utilizan las mejores partes de cada estilo y los mezclan para crear un estilo verdaderamente formidable del tenis para jugar en contra. Tienen generalmente un juego que ataca, mezclando algunos Tiros básicos y voleos para continuar con la duda del oponente. La mayoría de los jugadores de toda la cancha no van a ir a la red inmediatamente después de un servicio como un jugador con servicio-volea. Sin embargo, su juego gira a menudo alrededor de "construir" un punto a donde estarán capaces de acercarse a la red y de poner de lado un voleo fácil o acercando al oponente a la red y hacer un tiro de paso. Son muy variables; cuando el juego de la línea de fondo de un jugador de toda la cancha no está trabajando, él puede cambiar a un juego en la red, y viceversa. Los jugadores de toda la cancha tienen la capacidad de ajustarse a diversos oponentes agresivos o con servicio-volea. Los jugadores de toda la cancha tienen la velocidad, determinación y aptitud de un jugador defensivo, la confianza, habilidad e instinto de jugadores agresivos y tienen el tacto, la agilidad alrededor de la red y el pensamiento táctico de los jugadores con servicio-volea. Pero no porque el jugador de toda la cancha tiene una combinación de habilidades usadas por todos los estilos del tenis no significa necesario que podrían ganarle a un jugador agresivo o un jugador defensivo o a un jugador con servicio-volea. Esto sólo significa que sería más difícil leer el juego de un jugador de toda la cancha.
Entre los mejores jugadores de toda la cancha de la historia están: Bill Tilden, Ellsworth Vines, Don Budge, Ken Rosewall, Rod Laver, Marcelo Ríos, y Steffi Graf. La mayoría de los observadores consideraban a Pancho Gonzales como un jugador de servicio-volea pero él se consideraba a sí mismo como un jugador de toda la cancha. Los grandes jugadores actuales de toda la cancha incluyen a: Roger Federer, Novak Djokovic, Richard Gasquet, David Nalbandian, Marat Safin, Grigor Dimitrov, Fabrice Santoro, Justine Henin, Martina Hingis, Svetlana Kuznetsova, Amélie Mauresmo, Juan Martín del Potro, Stefanos Tsitsipas, Daniela Hantuchová y Carlos Alcaraz.

## Estrategia de Dobles

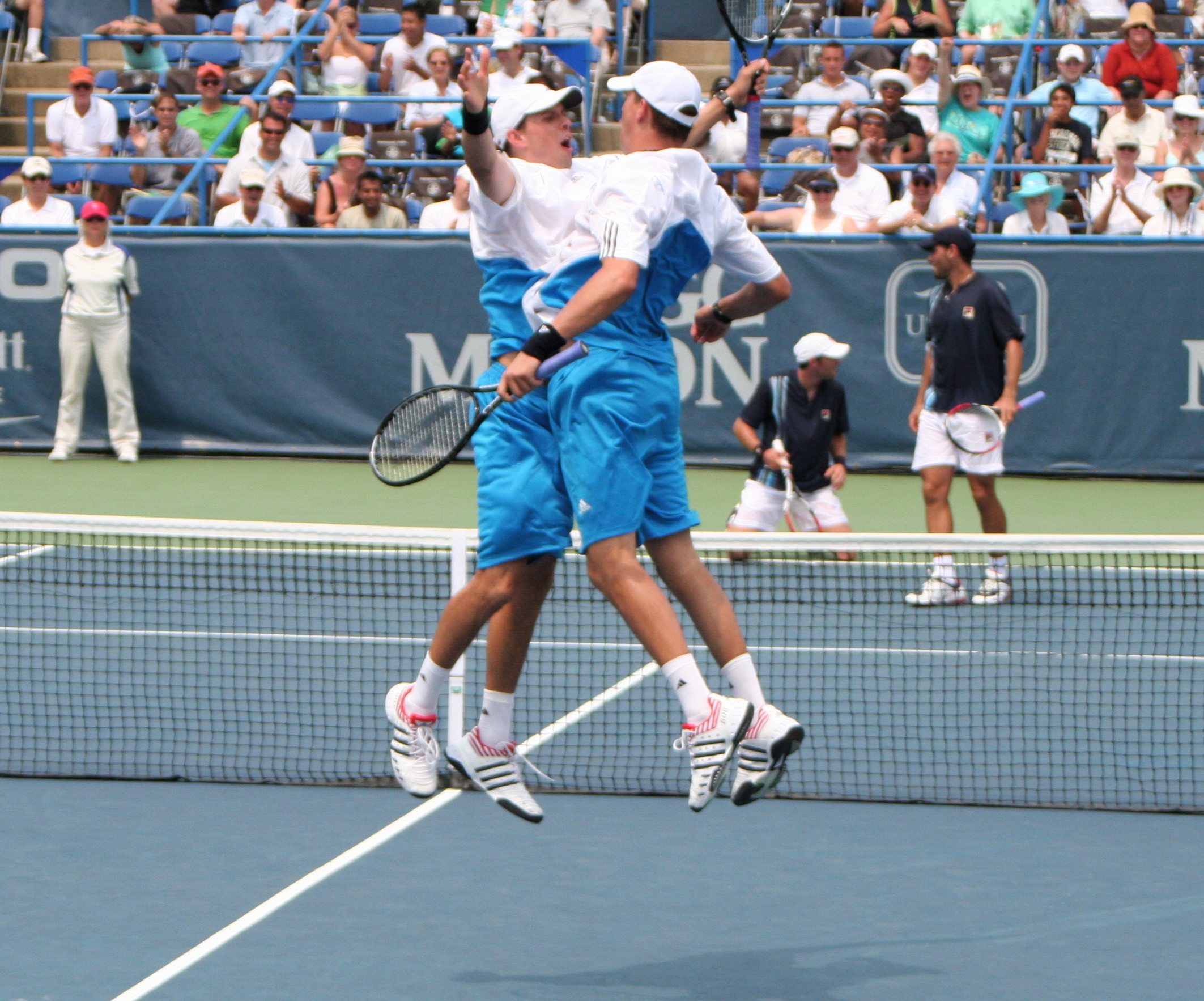
Bob Bryan & Mike Bryan, una de las mejores parejas de dobles de todos los tiempos.

Si la estrategia es importante en individuales, en dobles es más importante. La anchura adicional de los callejones en la cancha de los dobles tiene un gran efecto en los ángulos posibles en juego de dobles. Por lo tanto, los dobles se conocen como juego de ángulos.
Hay tres estrategias básicas en los dobles:´
- Estrategia ambos arriba (también llamada estrategia "dos arriba").
- Estrategia arriba y abajo (también llamada "uno arriba/uno abajo" o estrategia "I").
- Estrategia ambos abajo (también llamada estrategia "dos abajo").

### Estrategia ambos arriba
Lo ideal es la estrategia de ambos arriba, a menudo llamada " Dobles que ataca" ; la estrategia de ambos arriba pone a ambos jugadores cerca de ella, en una posición para anotar debido a sus posiciones ventajosas y ángulos excelentes. Un equipo en la formación de ambos arriba, sin embargo, es vulnerable a un bueno globo de cualquier oponente en cualquier momento. Así pues, ser acertados con los dobles que atacan, deben meter las voleas para prevenir globos y buenos tiros de remate para terminar el punto.
En el tour de profesionales el ataque de dobles, es la estrategia escogida.

### Estrategia arriba y abajo
En los niveles bajo de juego no todos los jugadores tienen voleos penetrantes y remates fuertes. Así pues, muchos utilizan la estrategia de arriba y abajo. La debilidad en esta formación es el gran espacio que crea entre las parejas, un espacio que un jugador oponente de red puede golpear fácilmente un tiro ganador.
No obstante, la estrategia arriba y abajo es variable, con ofensa y la defensa en ella. De hecho, desde el servidor y el receptor debe comenzar cada punto en la línea de fondo, teóricamente cada punto en dobles comienza con ambos equipos en esta formación.
Los equipos sin la suficiente fuerza en la red para jugar Ataque de Dobles pueden jugar los dos arriba cuando tienen a sus oponentes en la defensiva. Así pues, juegan pacientemente arriba y abajo para que una ocasión golpee un tiro que fuerza y traiga su jugador agresivo a la red.

### Estrategia ambos abajo
Ambos abajo es una estrategia estrictamente de defensa. Se ve sólo cuando el equipo oponente esta ambos arriba o cuando el devolvedor está pasando a ser un jugador de red en la vuelta. Aquí los defensores pueden devolver tiros forzado hasta que consigan la oportunidad de tirar un globo o un tiro ofensivo. Si sus oponentes se empiezan a desesperar y tratan de tirar ángulos lejos cuando un jugador agresivo puede alcanzarlo, el defensor puede dar vuelta a las tablas y anotar claramente. Sin embargo esta estrategia sale de la cancha abierta de volea a las dejadas de la oposición.